# Michał Sacres
Michał Sacres (zm. przed 1775) – kupiec, ławnik, prezydent Starej Warszawy w 1761, 1766 i 1768 roku. 

## Życiorys
Pochodził z francuskiej rodziny osiadłej w Polsce pod koniec XVII w. Był synem kupca warszawskiego Filipa Sacresa. W 1754 był rajcą miejskim, w czasie pierwszej prezydentury opracował przepisy dotyczące organizacji gaszenia pożarów w mieście. Był członkiem siedmioosobowej deputacji, która na wniosek Jana Dulfusa miała zająć się projektem poprawy sytuacji miast w Polsce i na Litwie. 